# Pseudogobius
Pseudogobius és un gènere de peixos de la família dels gòbids i de l'ordre dels perciformes.

## Taxonomia
- Pseudogobius avicennia (Herre, 1940)[2]
- Pseudogobius javanicus (Bleeker, 1856)[3]
- Pseudogobius masago (Tomiyama, 1936)[4]
- Pseudogobius melanostictus (Day, 1876)[5]
- Pseudogobius olorum (Sauvage, 1880)[6]
- Pseudogobius poicilosoma (Bleeker, 1849)[7][8][9][10][11][12][13]